# Hołnymeer
Het Hołnymeer ligt in gemeente Sejny, in de gelijknamige powiat (district), in woiwodschap Podlachië en heeft een wateroppervlakte van 158,4 ha. Vanuit het noorden is het meer verbonden door een waterloop van het Gaładuś-meer. De uitstroom is in het zuidelijke deel in de buurt van het dorp Ogrodniki. 

## Sport en recreatie
- Het meer is een goede visplaats voor karperachtigen, brasem en snoek. De oevers van het meer zijn voor 80% moeilijk toegankelijk omdat ze bedekt zijn met compacte oeverbegroeiing, bestaande uit riet en biezen.
- Ten noordoosten van het meer, bij de voormalige grensovergang bij Ogrodniki start/eindigt de Europese wandelroute E11, die van daaruit naar Den Haag loopt. De route loopt via de westzijde van het meer en vervolgt via de oostzijde van het Berżnikmeer, naar Półkoty.